# Samsung NX300
Samsung NX300 — системный цифровой фотоаппарат, представленный 3 января 2013 года. По сравнению с моделью Samsung NX210 оснащён более мощным процессором, откидным широкоформатным экраном и модернизированной КМОП-матрицей с увеличенной светочувствительностью и датчиками фазового автофокуса.
Объявленная стоимость — 750 долларов США или 600 фунтов стерлингов в комплекте с объективом 20—50 мм; в продаже фотоаппарат появится в конце марта.
Компания предлагает также версию NX300M. Будучи идентичной технически, этот фотоаппарат работает под управлением открытой операционной системы Tizen.

## Награды
Samsung NX300 стал лауреатом премии TIPA (Technical Image Press Association) в номинации «лучший передовой компактный системный фотоаппарат» (Best CSC Advanced, 2013).